# Ростерминалуголь
АО «Ростерминалуголь» — (англ. ─ Joint Stock Company (JSC) " Rosterminalugol ") ─ специализированный угольный терминал в европейской части России.
По итогам 2021 года грузооборот АО «Ростерминалуголь» составил 24,4 млн тонн, что составляет 60% от перевалки угля в портах Балтийского бассейна и порядка 14% среди угольных портов России

## О компании
Порт расположен в Лужской губе Финского залива Балтийского моря вблизи поселка Усть-Луга.
«Ростерминалуголь» имеет два глубоководных причала общей длиной 565 метров и глубиной у причалов от 14 и 16 метров. Максимальная разрешенная осадка составляет 12,7 и 14,55 метров. Выгодное географическое положение расположенного в южной части Лужской губы Финского залива порта Усть-Луга позволяет круглогодично принимать суда классов panamax, handymax и post-panamax с дедвейтом до 110 тыс. тонн, максимальной шириной до 44 метров и длиной до 260 метров. 24 июня 2017 года терминал принял самый большой балкер в истории предприятия и порта Усть-Луга - судно Navios Pollux (тип Capesize). Дедвейт балкера – 180 000 тонн, длина – 292, а ширина – 45 метров.
Порт удален от жилых и промышленных массивов.

## История
Открытое акционерное общество «Ростерминалуголь» было учреждено в 1996 году в соответствии с распоряжением Правительства Российской Федерации от 7 октября 1996 года № 1488-р. Основная цель строительства ─ создание независимого выхода на европейский и американский рынок угля, необходимого российским компаниям для самостоятельного проведения транспортной политики, с контролем всех этапов доставки груза от производителя до потребителя.

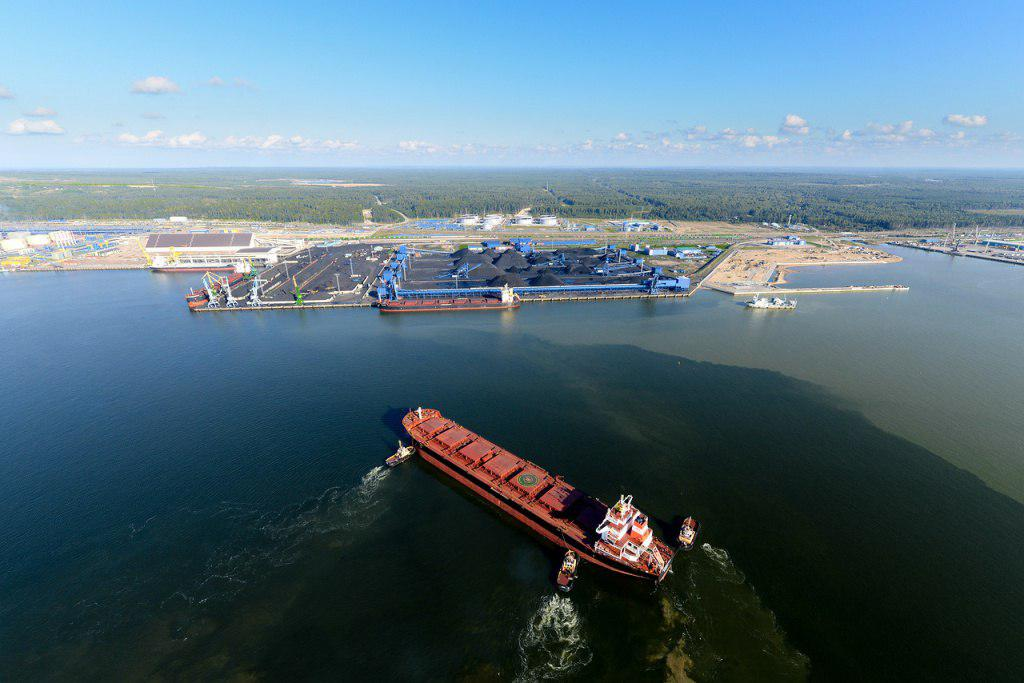
"Ростерминалуголь" с высоты птичьего полёта

На этапе планирования рассматривали несколько вариантов решений поставленной задачи. Самым перспективным оказалось строительство морского порта в 12 км на северо-восток от посёлка Усть-Луга в Кингисеппском районе Ленинградской области, на южном берегу Лужской губы Финского залива. Удалённость от Санкт-Петербурга по судовому ходу составляет 130 км. «Ростерминалуголь» положил начало развитию морского торгового порта Усть-Луга.
Проектная мощность угольного терминала, заложенного на Балтике в 1996 году, составляла 8 млн тонн угля в год. Сегодня мощность АО «Ростерминалуголь» превышает проектную более чем в 3 раза за счёт постоянной модернизации оборудования, автоматизации производственных и логистических процессов. В феврале 2021 года на терминале отгрузили 220 млн тонн угля с начала эксплуатации.  
В январе 2006 года, в присутствии Президента Российской федерации Владимира Путина состоялся торжественный запуск автоматизированного перегрузочного комплекса — 2-й очереди угольного терминала.  
По итогам работы в 2017 году грузооборот терминала достиг исторического максимума годовой перегрузки угля - 25,03 млн тонн. Это стало рекордным показателем среди российских угольных терминалов.  
В 2020 году терминал обновил собственный рекорд, перегрузив на экспорт 26,5 мл тонн угля.
В конце 2023 года «Ростерминалуголь» и Петербургский государственный университет путей сообщения Императора Александра I подписали соглашение о сотрудничестве и совместной деятельности, направленной на выявление, поддержку и поощрение молодежи, развитие творческих способностей и интереса к транспортной отрасли.

## Стивидорная деятельность
Ежегодный грузооборот порта постоянно увеличивается, в 2020 году «Ростерминалуголь» поставил рекорд по уровню годовой перевалки угля, отгрузив 26,5 млн тонн угольной продукции. Прирост грузооборота за год составил 8,2 %.